# Đáp thác xa
Đáp thác xa là phim truyền hình tình cảm Trung Quốc năm 2016 đạo diễn bởi La Xán Nhiên, với Mã Thiếu Hoa, Quan Hiểu Đồng diễn vai chính  .
Bộ phim kể về câu chuyện một bé gái xuất hiện tại cửa nhà của Liễu Đông Lâm, với bản tính lương thiện ông đã nhận nuôi đứa bé, một câu chuyện cảm động .
Bộ phim được phát sóng tập đầu vào ngày 17 tháng 12 năm 2015 trên Kênh Thiểm Tây .

## Nội dung
Vào những năm 1970 thế kỷ XX, Liễu Đông Lâm người đàn ông bị câm nhặt được một bé gái ở nhà mặc dù không thể nói, nhưng tốt bụng, ông nhận nuôi và đặt tên là "A Mỹ" Bởi vì A Mỹ, Đông Lâm thuê nhà ở ngoài và mang A Mỹ theo, tự mình nuôi A Mỹ với thu nhập ít ỏi. Thời gian vui vẻ nhất giữa cha và con gái mỗi ngày là việc Đông Lâm chơi những nhạc cụ cũ của Đông Lâm cho A Mỹ nghe, A Mỹ thường rất vui mừng nhảy múa, đây là khoảnh khắc hạnh phúc nhất của Đông Lâm. Trong kỳ thi, giáo viên thuyết phục A Mỹ nộp đơn xin học nhạc tại trường cấp 2 nhưng do học phí cao, A Mĩ không thể tạo thêm gánh nặng cha nên từ chối giáo viên. Sau khi Đông Lâm biết được điều này, ông quyết tâm xem xét tương lai của A Mỹ .

## Diễn viên

### Diễn viên chính
| Diễn viên                              | Vai                                   | Miêu tả | Ghi chú                             |
| -------------------------------------- | ------------------------------------- | --- | ----------------------------------- |
| Mã Thiếu Hoa                           | Đông Lâm                              | Cha nuôi của A Mỹ, câm. Để hỗ trợ cho A Mỹ, Đông Lâm kiếm sống bằng cách bán đổ nát, ông cống hiến hết cả cuộc đời cho A Mỹ.                                                |                                     |
| Quan Hiểu Đồng Chu Du Thạc Tôn Thần Hi | A Mỹ A Mỹ (lúc nhỏ) A Mỹ (thiếu niên) | Lương thiện, trượng nghĩa.Khi còn là một đứa trẻ, đã bị bỏ rơi và được chăm sóc bởi Đông Lâm, mặc dù cuộc sống rất nghèo, rất hài lòng với cha nuôi và rất giỏi về âm nhạc. | A Mĩ lúc nhỏ xuất hiện trong hồi ức |
| Triệu Lương                            | lão Điền                              | Điền Thắng Lợi, Bạn của Đông Lâm. |                                     |
| Trần Sang                              | Phòng Tam                             | Chồng thứ hai của Đông Yến. | [ 9 ]                               |
| Trịnh Giai Hân                         | Đông Yến                              | Em gái của Đông Lâm, ích kỷ. | [ 10 ]                              |

### Diễn viên phụ
| Diễn viên       | Vai             | Miêu tả | Ghi chú       |
| --------------- | --------------- | --- | ------------- |
| Trương Kiến Tân | An Phượng Hà    | Người có trái tim ấm áp, rất yêu Đông Lâm theo đuổi ông trong 20 năm |               |
| Lý Hiểu Hồng    | Mẹ của lão Điền | | [ 11 ]        |
| Lý Sùng Tiêu    | Diệp Vĩ Đông    | Cha đẻ của A Mỹ, chủ sở hữu công ty giải trí |               |
| Lữu Lâm         | Liễu Vân        | Bạn gái cũ của Đông Lâm, mẹ của A Mỹ. Cô rời bỏ con gái vì nhiều lý do và đi ra nước ngoài, cô hy vọng sẽ nhận ra cô con gái A Mỹ của mình sau khi trở về nhà.                                                                                        | [ 12 ]        |
| Ngưu Tuấn Phong | Thời Quân Mại   | Một nhạc sĩ tài năng cá tính, đến nông thôn, trở thành một nhà sản xuất âm nhạc xuất sắc và sản xuất nhiều tác phẩm xuất sắc cho người phụ nữ yêu quý của mình Tiểu Mỹ, vượt qua những khoảng thời gian khó khăn và cuối cùng cũng đến được với A Mỹ. | [ 13 ]        |
| Đường Hân       | Diệp Bảo Bảo    | Đối thủ cạnh tranh của A Mỹ, con gái của Diệp Vĩ Đông. Một cô gái trẻ tuổi nổi loạn trong một gia đình giàu có và được sinh ra trong một gia đình có người cha đơn thân, cô thiếu tình thương của người mẹ và cô sống tách biệt sâu khỏi cha.         | [ 14 ] [ 15 ] |
| Lục Nghiên Kỳ   | Đóa Đóa         | Bạn thân cùng lớp với A Mỹ, mỗi khi A Mỹ buồn cô hay ở bên cạnh A Mỹ. Khi A Mỹ bị bắt nạt, người đầu tiên đứng lên và tiến về phía trước cùng A Mỹ là Đóa Đóa.                                                                                        | [ 16 ]        |

### Diễn viên khác
| Diễn viên                                       | Vai                                                  | Miêu tả                                        | Ghi chú |
| ----------------------------------------------- | ---------------------------------------------------- | ---------------------------------------------- | ------- |
| Vi Thanh                                        | Mẹ của Đông Lâm                                      |                                                |         |
| Lý Cẩm Phi Thôi Lương Kì                        | A Minh Điền Quang Minh (thiếu niên)                  | Con trai của Điền Thắng Lợi                    |         |
| Tổng Nguyên Phủ Trương Hạo Đình Lưu Hướng Khanh | Phòng Hạo Phòng Hạo (lúc trẻ) Phòng Hạo (thiếu niên) | Con trai của Đông Yến, con riêng của Phòng Tam |         |
| Hồng Vệ                                         | Giám đốc sở cảnh sát                                 |                                                |         |
| Bạch Chí Địch                                   | Thời Gia Gia                                         |                                                |         |
| Trịnh Cường                                     | Giáo viên Hồ                                         |                                                |         |
| Phó Hâm Vĩ                                      | Đại Hùng                                             |                                                |         |
| Trần Kì Thông                                   | Mẹ của An Phượng Hà                                  |                                                |         |
| Chu Xuân Yến                                    | Bì Linh Linh                                         |                                                |         |
| Quách Tư Đồng                                   | Lý Tiểu Miêu                                         |                                                |         |
| Đồng Quan Tường                                 | Cảnh sát                                             |                                                |         |
| Trương Lương Bân                                | Viện trưởng trại trẻ mồ côi                          |                                                |         |
| Trịnh Hữu Quốc                                  | lão Mã                                               |                                                |         |
| Ngô Đông                                        | Tiêu Kinh Lí                                         |                                                |         |
| Diêu Diệc Diêu                                  | Viên San San                                         |                                                |         |
| Hứa Chiêm Vĩ                                    | Đại Hồ Tử                                            |                                                |         |
| Hồ Thần Hi                                      | Mã Hạo                                               |                                                |         |
| Đái Tú Hồng                                     | Mẹ của Mã Hạo                                        |                                                |         |
| Miêu Kiệt                                       | Giáo viên Triệu                                      |                                                |         |
| Vương Tử Ưu                                     | Tiểu Thiến                                           |                                                |         |
| Viên Suất                                       | Mẹ của Tiểu Thiến                                    |                                                |         |
| Triệu Quân                                      | Giáo viên ngôn ngữ                                   |                                                |         |
| Đổng Xuân Quang                                 | Giáo viên thể dục / Giáo viên Lưu                    |                                                |         |
| Dương Vĩnh Văn                                  | Giám đốc nhà máy Hùng                                |                                                |         |
| Lưu Triệu Vũ                                    | Chàng trai đeo kính                                  |                                                |         |
| Tào Thích Kì                                    | Giáo viên Ngô                                        |                                                |         |
| Vương Mạnh Chí                                  | Chủ tịch Chu                                         |                                                |         |
| Hứa Minh Tú                                     | Mẹ của chàng trai đeo kính                           |                                                |         |
| Kha Hiền Căn                                    | Lưu Đại Đồng                                         |                                                |         |
| Trương Nghĩa Sinh                               | Võ sư Vương                                          |                                                |         |
| Trương Nghiêu                                   | Tài xế Tiểu Hoàng                                    |                                                |         |
| Quách Huệ Chính                                 | Dì quản lý ký túc xá                                 |                                                |         |
| Từ Nhược Phi                                    | Lý Ngõa Tượng                                        |                                                |         |
| Liệu Tùng Mai                                   | Dì Đường                                             |                                                |         |
| Tạ Kim Chi                                      | Bà chủ khách sạn nhỏ                                 |                                                |         |
| Hàn Ninh                                        | Tiểu Hồng                                            |                                                |         |
| Lý Quân                                         | Bác sĩ Mã                                            |                                                |         |
| Phan Vĩ                                         | Tài xế Tiểu Ngô                                      |                                                |         |
| Trạch Hoàn Cận                                  | Tiểu Long                                            |                                                |         |
| Lý Uyển Oánh                                    | Bác sĩ Viên                                          |                                                |         |
| Lưu Thế Kiệt                                    | Trưởng khoa Vương                                    |                                                |         |
| Ký Thư Hợi                                      | Chàng trai có hình xăm                               |                                                |         |
| Lưu Triệu Vũ                                    | Hoàng Mao                                            |                                                |         |

## Lịch phát sóng
| Ngày                 | Kênh                 |
| -------------------- | -------------------- |
| 11 tháng 1 năm 2016  | Sơn Đông             |
| 9 tháng 1 năm 2016   | Cát Lâm              |
| 7 tháng 1 năm 2016   | Hà Nam               |
| 5 tháng 1 năm 2016   | Nông dân Hà Bắc      |
| 5 tháng 1 năm 2016   | Nghệ thuật Thiên Tân |
| 27 tháng 12 năm 2015 | Hồ Bắc               |
| 18 tháng 12 năm 2015 | Giải trí Hồ Nam      |
| 17 tháng 12 năm 2015 | Thiểm Tây            |

## Nhạc phim
| Tên                       | Lời                        | Soạn nhạc                                | Trình bày           | Ghi chú          |
| ------------------------- | -------------------------- | ---------------------------------------- | ------------------- | ---------------- |
| Rượu sẽ cạn nếu không bán | La Đại Hựu, Ngô Niệm Chân  | La Đại Hựu, Lý Thọ Toàn, Lương Hoằng Chí | Tôn Lộ              | OST              |
| Có phải                   | La Đại Hựu                 | La Đại Hựu                               | Viên Á Duy, Tôn Lộ  | Nhạc cuối phim   |
| Nuối tiếc                 | Liệu Vũ、Hoà Hối Tuệ       | Hòa Hối Tue、Liệu Vũ                     | Tôn Lộ              | Nhạc chuyển tiếp |
| Ái                        | Vương Tử Đồng, Hòa Hối Tuệ | Hòa Hối Tuệ, Vương Tử Đồng               | Hòa Hối Tuệ         | Nhạc chuyển tiếp |
| Bảo bối                   | Hòa Hối Tuệ、Vương Tử Đồng | Hòa Hối Tuệ, Vương Tử Đồng               | Tôn Lộ              | Nhạc chuyển tiếp |
| Xin hãy theo tôi          | Lương Hoằng Chí            | Lương Hoằng Chí                          | Tôn Lộ, Sở Bác Nhân | Nhạc chuyển tiếp |

## Rating
| Sơn Đông TV GSM50 | Sơn Đông TV GSM50 | Sơn Đông TV GSM50 | Sơn Đông TV GSM50 | Sơn Đông TV GSM50 |
| Ngày              | Tập               | %Rating           | %Rating share     | Hạng              |
| ----------------- | ----------------- | ----------------- | ----------------- | ----------------- |
| 2016.01.11        | 1-2               | 1.226             | 3.22              | 5                 |
| 2016.01.12        | 3-4               | 1.212             | 3.22              | 4                 |
| 2016.01.13        | 5-6               | 1.287             | 3.4               | 2                 |
| 2016.01.14        | 7-8               | 1.358             | 3.6               | 2                 |
| 2016.01.15        | 9-10              | 1.368             | 3.54              | 2                 |
| 2016.01.16        | 11-12             | 1.448             | 3.71              | 1                 |
| 2016.01.17        | 13-14             | 1.513             | 3.83              | 1                 |
| 2016.01.18        | 15-16             | 1.316             | 3.38              | 2                 |
| 2016.1.19         | 17-18             | 1.402             | 3.59              | 2                 |
| 2016.1.20         | 19-20             | 1.475             | 3.71              | 2                 |
| 2016.1.21         | 21-22             | 1.553             | 3.913             | 2                 |
| 2016.1.22         | 23-24             | 1.685             | 4.17              | 1                 |
| 2016.1.23         | 25-26             | 1.583             | 3.89              | 2                 |
| 2016.1.24         | 27-28             | 1.606             | 3.92              | 1                 |
| 2016.1.25         | 29-30             | 1.478             | 3.8               | 3                 |
| 2016.1.26         | 31-32             | 1.67              | 4.23              | 1                 |
| 2016.1.27         | 33-34             | 1.624             | 4.15              | 2                 |
| 2016.1.28         | 35-36             | 1.66              | 4.23              | 2                 |
| 2016.1.29         | 37-38             | 1.655             | 4.26              | 1                 |

## Giải thưởng
| Năm              | Lễ trao giải               | Hạng mục                                                                                           | Kết quả   | Ghi chú           |
| ---------------- | -------------------------- | -------------------------------------------------------------------------------------------------- | --------- | ----------------- |
| 2016             | Kim Ưng                    | |           | Danh sách rút gọn |
| Tháng 6 năm 2017 | Liên minh đệ nhất cấu kịch | Top phim rating cao nhất ở chín khu vực lớn /Top phim truyền hình xuất sắc nhất ở chín khu vực lớn | Đoạt giải | [ 21 ]            |